# Římskokatolická farnost Voděrady
Římskokatolická farnost Voděrady je územním společenstvím římských katolíků v rychnovském vikariátu královéhradecké diecéze.

## O farnosti

### Historie
Duchovní správa ve Voděradech je doložena v roce 1355. Původní kostel byl v roce 1887 nahrazen novostavbou v pseudorománském stylu. Z původního kostela je v interiéru dochována renesanční cínová křtitelnice ze 16. století.

### Současnost
Farnost má sídelního duchovního správce, který je zároveň administrátorem ex currendo sousední farnosti Černíkovice.
| Kostel                        | Místo      | Bohoslužba             | Bohoslužba             | Poznámka        |
| ----------------------------- | ---------- | ---------------------- | ---------------------- | --------------- |
| Kostel Navštívení Panny Marie | Houdkovice | neslouží se pravidelně | neslouží se pravidelně | filiální kostel |
| Kaple                         | Ježkovice  | neslouží se pravidelně | neslouží se pravidelně | obecní kaple    |
| Kaple                         | Uhřínovice | neslouží se pravidelně | neslouží se pravidelně | obecní kaple    |
| Kostel sv. Petra a Pavla      | Voděrady   | neděle středa          | 8.00 17.00/ 19.00      | farní kostel    |
| Kaple                         | Vojenice   | neslouží se pravidelně | neslouží se pravidelně | obecní kaple    |
| Kaple Panny Marie Karmelské   | Vyhnanice  | neslouží se pravidelně | neslouží se pravidelně | obecní kaple    |